# Ulica Józefa Sierakowskiego w Warszawie
Ulica Józefa Sierakowskiego – ulica w dzielnicy Praga-Północ w Warszawie

## Opis
Ulica, pierwotnie nosząca nazwę Namiestnikowska, była jedną z ulic wychodzących promieniście z obecnego placu Weteranów 1863 roku.
Jej patronem jest Józef Sierakowski; osoba patrona była wynikiem funkcjonowania w tej części miasta jatek i rzeźni.

## Ważniejsze obiekty
- Kamienica Karola Mintera (nr 4)
- Dawny Żydowski Dom Akademicki (nr 7)[3]
- Dom Generalny Sióstr Loretanek (ul. ks. I. Kłopotowskiego 18)
- Szkoła Podstawowa nr 395 im. rtm. Witolda Pileckiego (nr 9)
- Rezydencja biskupa diecezji warszawsko-praskiej (nr 10)
- Budynek tzw. morgi w kompleksie Szpitala Praskiego (u zbiegu z ul. Jasińskiego)

## Obiekty nieistniejące
- Rzeźnia praska